# Строка, Майкл
Майкл Джордж Строка (англ. Michael George Stroka; 9 мая 1938, Пассейик, Нью-Джерси, США — 14 апреля 1997, Лос-Анджелес, Калифорния, США) — американский актёр.

## Биография
Майкл Строка родился в Пассейике, Нью-Джерси, в семье русинов эмигрантов из села Бачков, территории нынешней Словакии. В детские и юношеские годы жил в городе Хомстед, Пенсильвания. В 1960 году окончил Технологический институт Карнеги.
Актёрскую карьеру начал в Театральном клубе Манхэттена. Кинодебют Майкла Строки состоялся в 1965 году в фильме «36 часов».
В 1966 году Майкл Строка переехал в Голливуд. Он был прихожанином Кафедрального собора святой Марии Русинской греко-католической церкви в городе Шерман-Оукс, Калифорния.
Умер Майкл Строка от рака почки в Лос-Анджелесе, штат Калифорния, в возрасте 58 лет.